# Cilene (satèl·lit)

Imatge del planeta Júpiter, amb Europa a l'esquerra de la imatge.

Cilene, també conegut com a Júpiter XLVIII (designació provisional S/2003 J 13), és un satèl·lit natural de Júpiter. Va ser descobert per un equip d'astrònoms de la Universitat de Hawaii liderat per Scott S. Sheppard l'any 2003.
Cilene té uns 2 quilòmetres de diàmetre i orbita Júpiter en una distància mitjana de 23.396 Mm en 731,099 dies, amb una inclinació de 140° respecte a l'eclíptica (140° respecte a l'equador de Júpiter), en direcció retrògrada i amb una excentricitat orbital de 0,4116.
Cilene va ser anomenat en honor de Cilene, una Nàiade associada amb el Mont Cilene de Grècia. Era filla de Zeus (Júpiter).
Pertany al grup de Pasífae, compost per llunes irregulars retrògrades que orbiten Júpiter en distàncies mitjanes d'entre 22,8 i 24,1 Gm i amb incinacions en el rang de 144,5º - 158,3º.